# 40 шагів

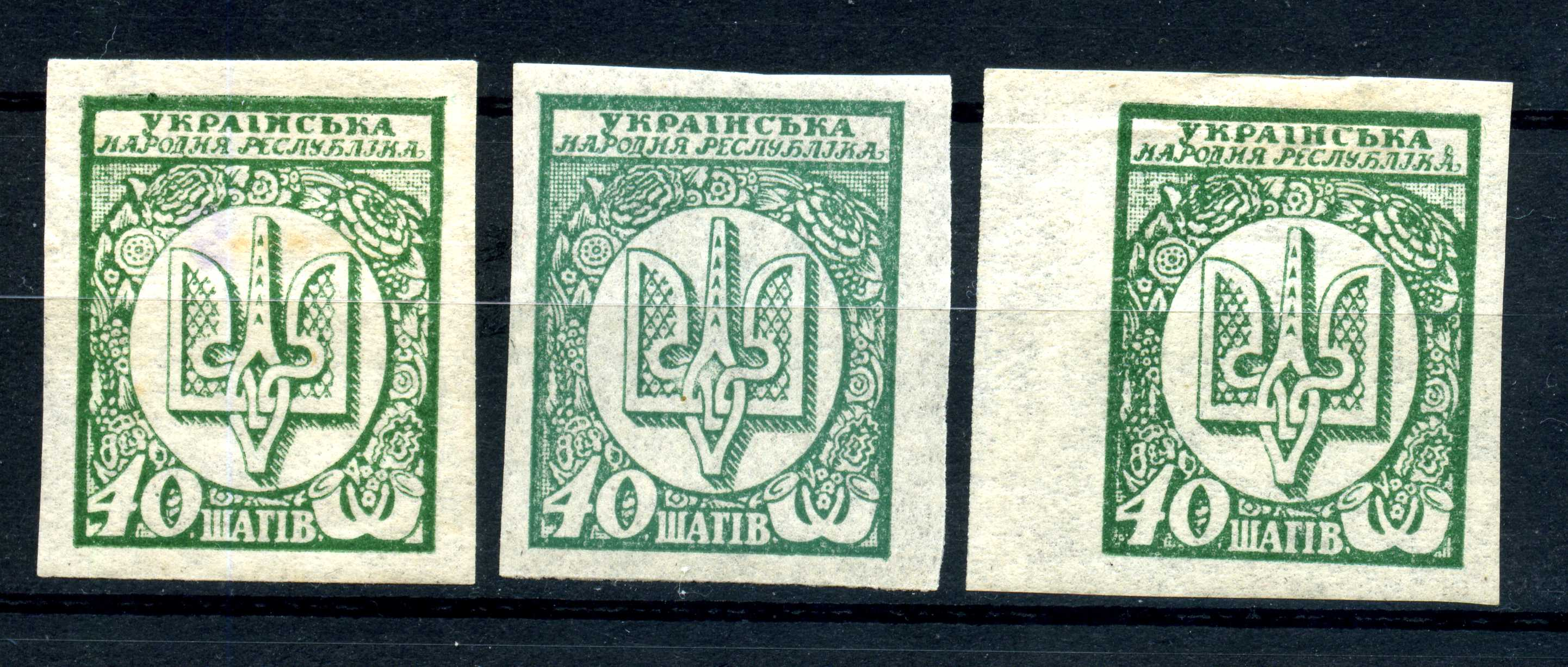
40 шагів 1918 року випуску. Дизайнер графіки Георгій Нарбут.

40 шагів — номінал розмінних грошових марок, що ходив на території УНР в 1918–1919 роках.
Спочатку марки були задумані тільки як поштові мініатюри. Та згодом, через нестачу дрібної розмінної монети, за прикладом російської влади, яка зробила це раніше, стали вживати їх одночасно як марки і гроші на підставі закону УНР від 18 квітня 1918 р. Емісія від 18 квітня містила в собі номінали у 10, 20, 30, 40 і 50 шагів. Друкували «шаги» в Києві аркушами по 100 штук з перфорацією, щоб полегшити відривання окремих купюр. Папір під марки використовували грубий, зручніший для тривалого вжитку. Але ці марки-шаги з'явились у обігу вже після падіння Центральної Ради. В обігу шаги знаходилися до березня 1919 року, коли були скасовані радянською владою.
Дизайн 40 шагів спроектував Георгій Нарбут.